# Mont Samakke Nupuri
Pour les articles homonymes, voir Nupuri (homonymie).
Le mont Samakke Nupuri (サマッケヌプリ山, Samakke Nupuri-yama) est un stratovolcan culminant à 1 062 m d'altitude dans la péninsule de Shiretoko en Hokkaidō au nord-est du Japon.